# Колекціонування відеоігор
Колекціонування відеоігор — це хобі колекціонування відеоігор та предметів, що до них належать (гральні консолі, аксесуари, постери, фігурки та ін.)

## Відбір ігор
- Підробки та піратські ігри майже ніколи не колекціонуються, оскільки вони вироблені нелегально і не мають цінності[1].
- Деякі колекціонери купують ігри в будь-якому вигляді (навіть якщо гра була у вжитку і диск чи картридж продаються без інструкції та коробки). Інші купують тільки новий товар, ігноруючи ігри, що були у вжитку. Деякі купують ігри, що були у вжитку, але тільки за умови наявності повного комплекту [2].
- Деякі колекціонують ігри, не звертаючи уваги на ринок, для якого була вироблена гра. Інші купують ігри тільки для свого ринку (наприклад, для Європейців це PAL-версії, для Американців — NTSC), а імпортують тільки ті ігри, які в їх регіоні не виходили[3].
- Деякі колекціонери фокусуються переважно на ігри для однієї з консолей (наприклад, NES, Mega Drive, PlayStation), інші — на цілий ряд консолей (на їх вибір часто впливає фактор ностальгії). Інші колекціонери збирають ігри одразу на всі консолі [4].
- Деякі колекціонери не купують збірники/перевидання/здешевлені версії ігор, віддаючи перевагу оригіналам.
- Деякі колекціонери беруть у колекцію тільки якісні, на їх думку, ігри.

## Цінність ігор
Для колекціонерів найбільшу цінність мають ігри, які є рідкісними і ті, які важко знайти. Як правило, чим більше часу пройшло з моменту виходу гри, тим цінніша вона для колекціонера. Обмежені видання (Limited Editions) ціняться ще більше. Найціннішими є унікальні ігри, наприклад, з автографом одного з розробників на диску чи бета-версії ігор, що часто існують в одному екземплярі. Цінність таких ігор може досягати десятків тисяч доларів. 
Прикладом цінних ігор на NES можуть бути Nintendo World Championships (96 сірих картриджів і 20 золотих) і Stadium Events (200 картриджів).